# Ceratagra mitrophora
Ceratagra mitrophora är en fjärilsart som beskrevs av Edward Meyrick 1932. Ceratagra mitrophora ingår i släktet Ceratagra och familjen mott. Inga underarter finns listade i Catalogue of Life.